# نووسیوریوکایوو
نووسیوریوکایوو (انگلیسی: Novosyuryukayevo) یک شهرک در شهرستان سالاواتسکی استان باشقیرستان کشور روسیه است.